# Wilhelm Kiesselbach (Jurist)

Wilhelm Kiesselbach (1922)

Wilhelm Arnold Kiesselbach (* 13. September 1867 in Bremen; † 26. Dezember 1960 in Hamburg) war ein deutscher Rechtsanwalt, Richter und Justizpolitiker.

## Leben
Wilhelm Kiesselbach entstammte dem Bremer Patriziat. Sein Großvater mütterlicherseits war der hanseatische Reichshandelsminister und Bremer Bürgermeister Arnold Duckwitz. Sein Vater Theodor Kiesselbach wurde 1879 als Richter an das Hanseatische Oberlandesgericht berufen. Er wuchs in Bremen auf. Die Reifeprüfung legte er am Johanneum in Hamburg ab. Er studierte ebenfalls Rechtswissenschaften und besuchte die Universitäten Bonn, Leipzig und Berlin. Auch im englischen und amerikanischen Recht bildete er sich durch entsprechende Auslandsaufenthalte.
Ab 1895 war Kiesselbach in Hamburg als Anwalt niedergelassen und engagierte sich auch ehrenamtlich in berufsrechtlichen Zusammenschlüssen und der Juristenausbildung. Seine vorgesehene Wahl zum Senator der Hansestadt scheiterte durch die politischen Verwerfungen der Novemberrevolution 1918. 1921 wurde ihm die Hamburgische Gesandtschaft beim Deutschen Reich in Berlin angeboten. Dieses Angebot lehnte er ab. 
1922 wurde er als Reichskommissar einer von zwei Schiedsrichtern der German American Mixed Claims Commission in Washington, D.C., die aufgrund des Berliner Vertrages von 1921 zum Zwecke der Feststellung der Reparationsansprüche der Vereinigten Staaten im Zusammenhang mit dem Ersten Weltkrieg gebildet worden war und im Oktober 1922 ihre Tätigkeit aufnahm. Die Vereinigten Staaten entsandten den in Houston und New York zugelassenen Anwalt Edwin B. Parker als Commissioner in das Gremium. Als Umpire (Schiedsrichter) zwischen beiden fungierte zunächst der vom US-Präsidenten hierfür benannte ehemalige US-Außenminister und Richter am Supremecourt der USA William R. Day. Maßgeblich Kiesselbachs Mitwirkung ist es zu verdanken, dass die zur Sicherung dieser Ersatzansprüche in den USA als Pfand blockierten deutschen Vermögenswerte bereits 1928 in Höhe einer Quote von 80 Prozent freigegeben wurden, weil aufgrund der Tätigkeit der Kommission erkennbar wurde, dass der zunächst angenommene Sicherungsbedarf bei weitem unterschritten werden würde. Dieses wichtige Amt behielt er bis 1932 bei. 
1929 wurde er überdies zum Präsidenten des Hanseatischen Oberlandesgerichts bestellt. Aus dem Präsidentenamt wurde Kiesselbach, der aus seiner Einstellung gegenüber den Nationalsozialisten keinen Hehl gemacht hatte, im Zuge der Gleichschaltung ab 1933 entlassen. Nach Kriegsende wurde er von der britischen Militärregierung am 29. Mai 1945 leitend mit dem Neuaufbau der Justiz in Hamburg betraut. Damit war zunächst bis zum 30. September 1946 auch die Präsidentenstelle am Hanseatischen Oberlandesgericht verbunden. Zum 1. Oktober 1946 übernahm Kiesselbach dann als Justizpräsident die Leitung des neu geschaffenen Zentral-Justizamtes für die Britische Zone und damit die Vermittlerrolle zwischen der Britischen Militärregierung und der deutschen Justiz. Die Position entsprach von den Kompetenzen her der eines Justizministers. Zum 1. Januar 1947 erließ er beispielsweise die Verfahrensordnung für die deutschen Spruchgerichte in der Britischen Zone. Das Amt bekleidete er bis zur Aufhebung am 31. März 1950.
Eine Büste Kiesselbachs im Gerichtsgebäude des Hanseatischen Oberlandesgerichts am Sievekingplatz erinnert heute an ihn.
Kiesselbach war seit 1895 mit Elsbeth Susanna geb. Rapp verheiratet. Aus der Ehe sind vier Söhne hervorgegangen. Davon sind zwei im Ersten Weltkrieg gefallen.

## Ehrungen
- 1927: Ehrendoktor der Universität Hamburg
- 1950: Bürgermeister-Stolten-Medaille
- 1952: Großes Verdienstkreuz mit Stern
- 1975: Benennung des Kiesselbachweg im Hamburger Stadtteil Hummelsbüttel

## Schriften
- Probleme und Entscheidungen der deutsch-amerikanischen Schadens-Commission. Bensheimer, Mannheim u. a. 1927.